# Туре, Абдулай
Абдула́й Туре́ (фр. Abdoulaye Touré; род. 3 марта 1994, Нант, Франция) — французский и гвинейский футболист, опорный полузащитник клуба «Гавр» и сборной Гвинеи.

## Карьера
Родился в французском Нанте, свою профессиональную карьеру начал в одноимённом местном клубе. Дебютировал за основную команду «Нанта» 15 апреля 2013 года в матче Лиги 2 против «Шатору», выйдя на замену в концовке матча. Первый матч в чемпионате Франции сыграл 10 августа 2013 года, выйдя на замену в середине второго тайма игры против «Бастии». Зимой 2015 года был отдан в полугодовую аренду клубу Лиги 3 «Ле-Пуар-сюр-Ви», за который сыграл до конца сезона 11 матчей и забил 1 гол. Летом вернулся в «Нант» и в следующие два сезона сыграл 16 матчей в чемпионате Франции. В июне 2017 года Туре продлил свой контракт с клубом до 2022 года. В сезоне 2017/18 футболист стал игроком стартового состава «Нанта» и отыграл 36 матчей в чемпионате Франции.

## Карьера в сборной
Абдулай Туре родился во Франции, но имеет также гвинейское гражданство. Выступал за юношеские и молодёжную сборную Франции, сыграв в общей сложности 12 матчей. В составе сборной до 17 лет принял участие в юношеском чемпионате Европы 2011 года, отыграв 44 минуты в матче группового этапа против сборной Сербии.